# Waldemar Philippi
Waldemar Philippi (ur. 3 września 1923 w Saarbrücken, ur. 4 października 1990 tamże) – niemiecki piłkarz, grający na pozycji obrońcy, występujący w reprezentacji Saary.

## Kariera piłkarska
Waldemar Philippi przez całą karierę związany był tylko z jednym klubem - 1. FC Saarbrücken, w której zaczął grać w 1945 roku. Największym sukcesem w klubowej karierze Philippiego jest zdobycie wicemistrzostwa Niemiec w 1952 roku. Karierę zakończył w 1960 roku, rozgrywając 255 meczów w lidze, strzelając w nich 16 goli.

## Kariera reprezentacyjna
Waldemar Philippi w latach 1950–1956 w reprezentacji Saary rozegrał 18 meczów.

## Osiągnięcia

### FC Saarbrücken
- Wicemistrz Niemiec: 1952